# David Parkins
Pour les articles homonymes, voir Parkins.
David Parkins est un illustrateur anglais qui travaille en France depuis les années 1990 pour le groupe Bayard presse. Il a notamment donné des visages à de nombreux personnages d'ogres et de sorcières pour Les Belles Histoires.
Des auteurs anglais ont également fait appel à ses talents : Martin Waddell pour Balthazar le canard, Dick King-Smith pour Longue vie aux dodos…

## Œuvres
- Tante Nancy contre monsieur Tracas et Tante Nancy et cousin Laparesse de Phyllis Root
- Le Petit Ogre qui veut aller à l'école, Joyeux Noël Père-Noël et Le petit ogre veut voir le monde de Marie-Agnès Gaudrat
- La sorcière qui rapetissait les enfants de Véronique Caylou,
- Le monstre amoureux de Marie-Hélène Delval
- Premières histoires de Popi (Attends Madeleine ! de Marie-Agnès Gaudrat).